# Tóth Bence (labdarúgó, 1989)
Tóth Bence (Szolnok, 1989. július 22. –) magyar labdarúgó. A Gyirmót FC Győr játékosa volt, azonban közös megegyezéssel szerződést bontottak, 2020. júniusában így nem maradt a Gyirmót FC Győr játékosa. Influenszer volt,  és gépi falvakolással foglalkozik. 2021-ben az osztrák amatőr ligában kezdett el ismét futballozni az SC Harland színeiben. Építőipari vállalkozó lett, 2020-ban döntött úgy, hogy felhagy a profi labdarúgással.

## Pályafutása

### Klubcsapatokban
2002–2005-ig a Szolnok színeiben, majd 2005–től a Ferencvárosnál játszott. A Fradi nagy tehetsége volt. 2008-bán debütált a felnőttek között 20 évesen, középpályás. A Lombard Pápa igazolta le, majd 2014-ben a Paksi FC-t erősítette. 2014 és 2015 között szülővárosában, a Szolnok játékosaként játszott. 2016 és 2019 között a Mezőkövesd együttesét erősítette, majd 2019 óta a Gyirmót csapatának játékosa. A csapat színeiben 77 bajnoki mérkőzésen 8 találatot jegyzett. Legnagyobb sikere egy bajnoki bronzérem volt. 2021. januárjától Ausztriában játszott az amatőr ligában.

#### Ferencváros
2012 januárjában szerződést bontott vele a Ferencváros. Négy év után távozott a zöld-fehér csapattól, melynek színeiben negyvenkilenc első osztályú bajnokin szerepelt.

#### Lombard Pápa
2012. január 16-án két és fél éves szerződést kötött a Lombard Pápa csapatával. A Lombard Pápa csapatában 27 mérkőzésen lépett pályára, és 1 gólt szerzett.

#### Paks
2014. évben Paksra igazolt, ahol mindössze 6 mérkőzésen szerepelt az élvonalban.

#### Szolnok
A 2014-15-ös élvonalbeli bajnokságban 29 alkalommal lépett pályára a Szolnok színeiben és összesen 3 gólt szerzett.

#### Mezőkövesd
2016. nyarán Mezőkövesre igazolt, ahol három bajnoki szezonban 53. mérkőzésen lépett pályára.
- NB. I-es mérkőzéseinek száma: 136
- NB. I-es gólok száma: 5
- Sárgalapok száma: 32, kiállítások száma: 3.

#### Gyirmót
2019. nyarán Gyirmótra igazolt, ahol 16. mérkőzésen lépett pályára, majd 2020 nyarán közös megegyezéssel szerződést bontottak a felek.

#### Harland
2021. Ausztriában játszott az amatőr ligában hobbi szinten.

## Sikerei, díjai

### Klubcsapatokkal
Ferencvárosi TC
- Egyszeres magyar másodosztályú bajnok (2008/09)
- Bajnoki bronzérmes: 1 alkalommal (2011)

### A válogatottal
- 2009-es U20-as labdarúgó-világbajnokság - (Egyiptom): bronzérem

## Magánélete
2018 óta Tóth-Hódi Pamela a társa, akivel 2020. novembere óta él együtt. 2021. május elején pedig megszületett kislányuk, Tóth Evolet Olivia. Bence két gyermek apja, Hódi Pamela előző kapcsolatából született kislány: Berki Natasa Zselyke.

### Építőipari vállalkozó
Tóth Bence 2020-as visszavonulását követően építőipari vállalkozóként dolgozik.